# سيلينا غوميز
سيلينا ماري غوميز (بالإسبانية: Selena Marie Gomez)‏ (مواليد 22 يوليو 1992)، مغنية وممثلة ومنتجة أمريكية. بدأت حياتها المهنية في التمثيل في المسلسل التلفزيوني للأطفال بارني والأصدقاء (2002-2004). صعدت إلى الشهرة في سن المراهقة لتمثيلها دور أليكس روسو بجانب الممثل ديفيد هنري في المسلسل التلفزيوني ويزاردز أوف ويفرلي بليس (2007-2012) لقناة ديزني. إلى جانب مسيرتها التلفزيونية ظهرت غوميز في عدة أفلام أخرى كفيلم قصة لسندريلا أخرى (2008) مع الممثل الكندي درو سيلي، وفيلم ويزاردز أوف ويفرلي بليس (2009)، رامونا وبيزوس (2010) مع الممثلة الصغيرة جوي كينج، مونت كارلو (2011)، إجازات الربيع (2012)، جيران 2: صعود نادي الفتيات (2016)، والميت لا يموت (2019) ، وأدت بصوتها شخصية (Mavis) في فيلم فندق ترانسيلفانيا (2012-2022). في عام 2008 أصبحت أصغر سفير رسمي لليونيسيف.
توسعت مهنتها إلى صناعة الموسيقي وأنشأت فرقة بوب تدعى "سيلينا غوميز أند ذا سين (بالإنجليزية: Selena Gomez & The Scene)‏"، والتي أصدرت 3 ألبومات غنائية: قبل وقل (بالإنجليزية: Kiss & Tell)‏ وسنة بلا مطر (بالإنجليزية: A Year Without Rain)‏ وعندما تغيب الشمس (بالإنجليزية: When The Sun Goes Down)‏.
حصلت على العديد من الجوائز ونالت لقب امرأة العام من مجلة بيلبورد عام 2017، حطمت أيضًا 15 رقمًا قياسيًا في موسوعة غينيس للأرقام القياسية. صنفتها مجلة تايم عام 2020 كواحدة من أكثر 100 شخصية مؤثرة في العالم. لديها عدد كبير من المتابعين على وسائل التواصل الاجتماعي وهي المغنية والممثلة الأكثر متابعة على انستغرام. تشمل مشاريع جوميز الأخرى خطوط الماكياج والملابس وحقائب اليد والعطور. عملت مع العديد من المنظمات الخيرية وعملت كسفيرة لليونيسف منذ سن 17 عامًا.
وفي سبتمبر 2024، كشف تقرير لوكالة "بلومبيرغ" الأميركية أنّ سيلينا غوميز أصبحت من بين أصغر النساء سنًا اللواتي صنعن بأنفسهن ثروة تتجاوز المليار دولار. ففي الـ32 عامًا من عمرها بلغت ثروتها نحو 1.3 مليار دولار.

## نشأتها
ولدت سيلينا في غراند براري، بولاية تكساس. ابنة «ماندي تيفي» ممثلة مسرح مشهورة، و«ريكاردو جويل جوميز». والدها أمريكي مكسيكي، وأمها نصف إيطالية. أطلق والدها اسم سيلينا لإبنته لأنه كان معجبا بالمغنية المكسيكية سيلينا بيريز. انفصل والداها عندما كانت في الخامسة من عمرها، وتربت علي يد أمها. في عام 2006 تزوجت أمها من برايان تيفي [بحاجة لمصدر]. في حوار لها مع بيبول عام 2009 ذكرت سيلينا أنها طورت اهتمام مبكر في التمثيل من خلال مشاهدتها لأمها وهي تستعد للعروض المسرحية [بحاجة لمصدر]. حصلت سيلينا علي شهادة الدراسة الثانوية من خلال التعلم المنزلي في مايو 2010.

## مسيرتها المهنية
بدأت الواعدة سيلينا مهنة التمثيل منذ أن كانت بالسابعة من عمرها في مسلسل بارني والأصدقاء وقالت أنها تعلمت كل شيء عن التمثيل من خلال بارني واكتشفت عن طريق قناة ديزني، فلها أدوار ثانوية بفيلم أطفال جواسيس، ومسلسل ذا سويت لايف أوف زاك أند كودي، وضيفة في مسلسل هانا مونتانا من الجزء الثاني حتي الثالث. وفي عام 2007 قامت بالتمثيل في مسلسل ديزني الجديد ويزردز أوف ويفرلي بليس كواحدة من الشخصيات الثلاثة الرئيسية بدور «أليكس روسو». وفي عام 2008 ظهرت سيلينا في فيلم قصة أخرى لسندريلا مع النجم درو سيلي. واختيرت في فبراير 2009 لتكون إحدى بطلتي الفيلم الناجح رامونا وبيزوس والفيلم لبيفرلي كليرلي، وفي مارس 2010 اختيرت لتكون بطلة فيلم مونت كارلو مع بطلة مسلسل فتاة النميمة «لايتن ميستر».

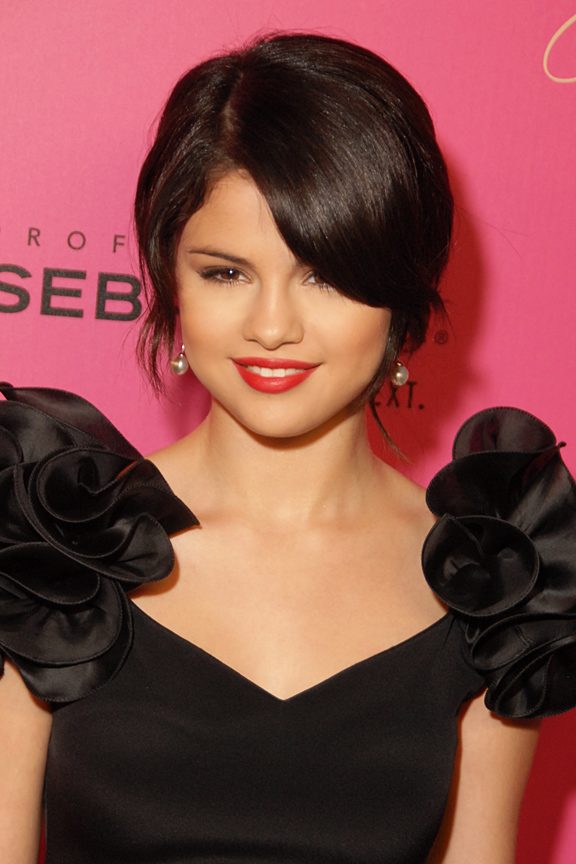
سيلينا غوميز في جوائز هوليوود ستايل لعام 2009 في بيفرلي هيلز.

## الموسيقى

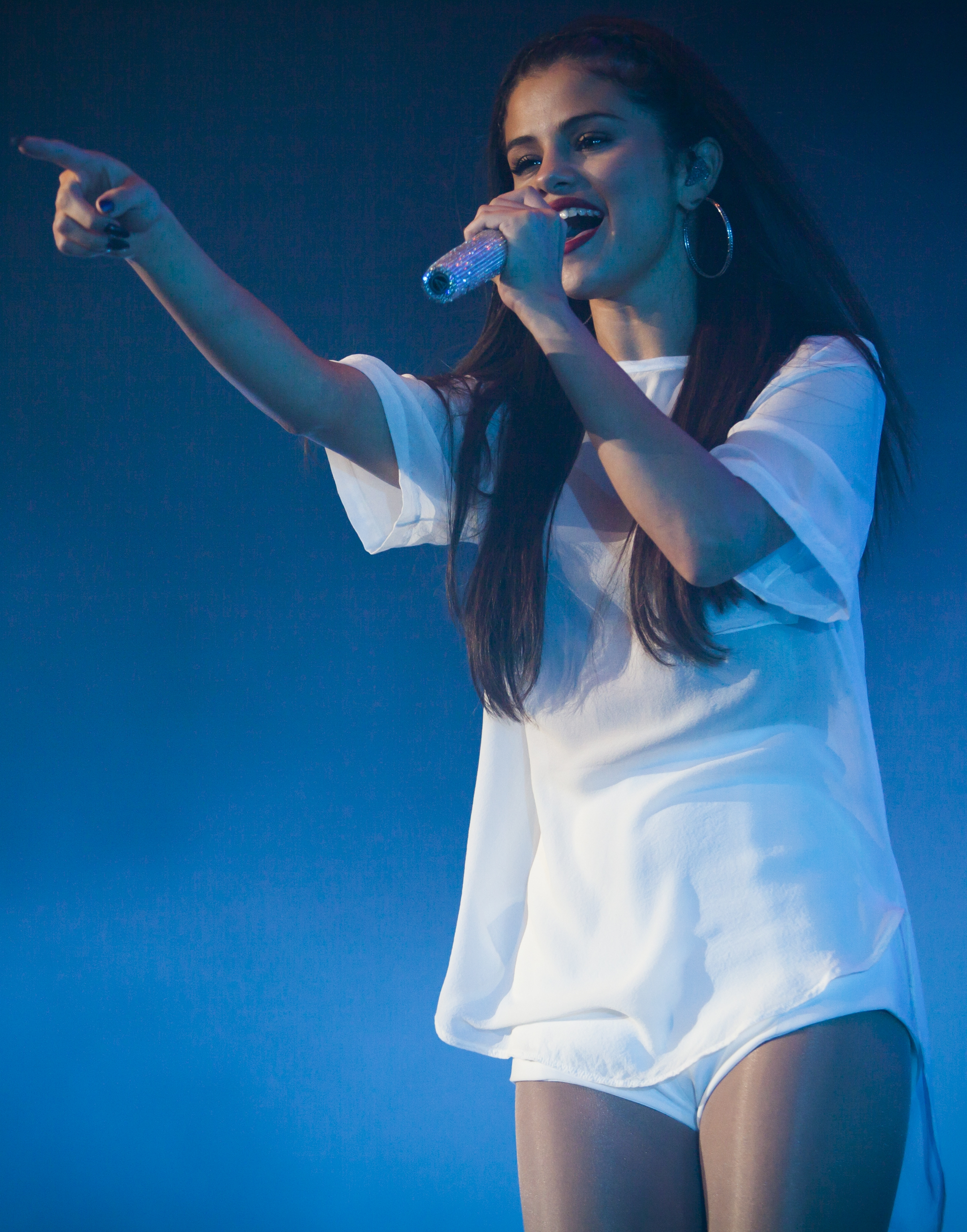
سيلينا غوميز في النرويج 2013

في 2008 سجلت سيلينا أغنيتها Cruella de Vil وصورتها كليب وكانت تابعه لألبوم ديزني بعنوان ديزني هاوس 6. وسجلت أغنية (بالإنجليزية: Tell Me Something I Don't Know)‏ وهذه الأغنية تابعة لفيلم قصة أخرى لسندريلا (بالإنجليزية: Another Cinderella Story)‏ الذي مثلته مع درو سيلي. وفي عام 2009 سجلت أغنية (بالإنجليزية: One And The Same)‏ لفيلم برنامج حماية الأميرة (بالإنجليزية: Princess Protection Program)‏ مع صديقتها ديمي لوفاتو، وسجلت أغاني مسلسلها ويزردز أوف ويفرلي بليس (بالإنجليزية: Wizards Of Waverly Place)‏، وأغنية منفردة بعنوان (بالإنجليزية: Magic)‏، وسجلت أغنية (بالإنجليزية: Whoah Oh)‏ مع فريق "(بالإنجليزية: Forever The Sickest Kinds)‏".

## ألبومات

### ألبومات مشتركة معذا سين
- ألبوم قبل وقل (بالإنجليزية: Kiss & Tell)‏: أول ألبومات سيلينا مع الفريق وصدر في 29 سبتمبر عام 2009. وفي 5 مارس عام 2010 نال الألبوم الشهادة الذهبية من خلال رابطة صناعة التسجيلات الأمريكية لمبيعاته العالية.[17]
- ألبوم سنة بلا مطر (بالإنجليزية: A Year Without Rain)‏: وهو الألبوم الثاني للفريق، وقد صدر في 28 سبتمبر 2010. وفي 3 سبتمبر صدرت أغنية عام بلا مطر (بالإنجليزية: A Year Without Rain)‏ واحتلت المرتبة الرابع في تصنيف بيلبورد.
- ألبوم عندما تغيب الشمس (بالإنجليزية: When The Sun Goes Down)‏: وهو الألبوم الثالث للفريق، وقد صدر في 28 يونيو 2011 واحتل المرتبة الثالثة على العالم واحتلت سيلينا المرتبة الثالثة في تصنيف بيلبورد.
- البومات تعاونية
- قلت احبك اولا (مع بيني بلانكو) (2025)

### ألبومات منفردة

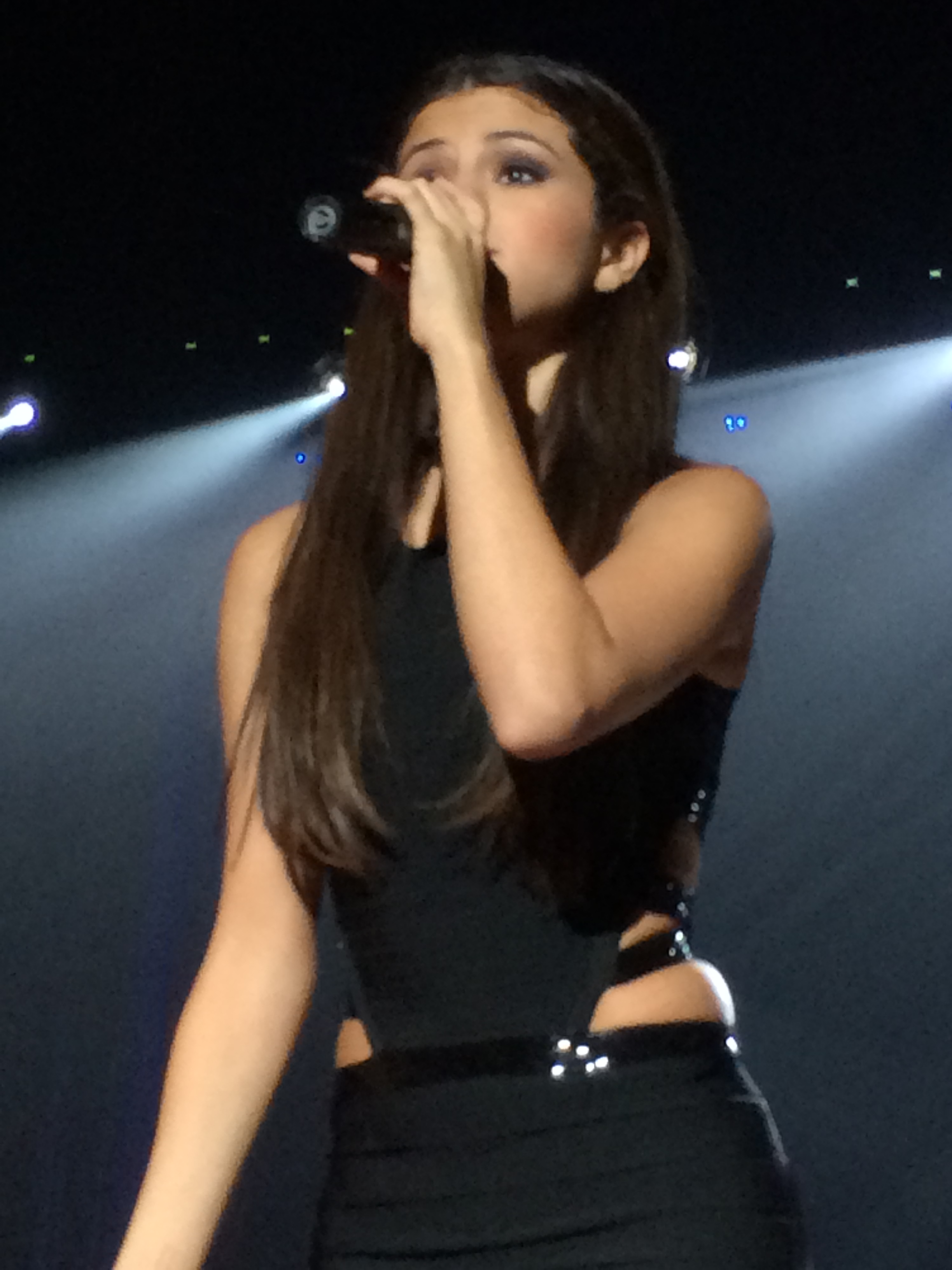
سيلينا غوميز تؤدي أثناء جولة ستارز دانس في 2013.

- ألبوم ستارز دانس (بالإنجليزية: Stars Dance)‏: وقد صدر في سنة 2013.
- ألبوم لأجلك (بالإنجليزية: For You[18])‏ سنة 2014.
- ألبوم إحياء (بالإنجليزية: Revival[19])‏: صدر في 9 أكتوبر 2015.
- ألبوم نادر (بالإنجليزية: Rare)‏: صدر في 10 يناير 2020.

## الحياة الشخصية

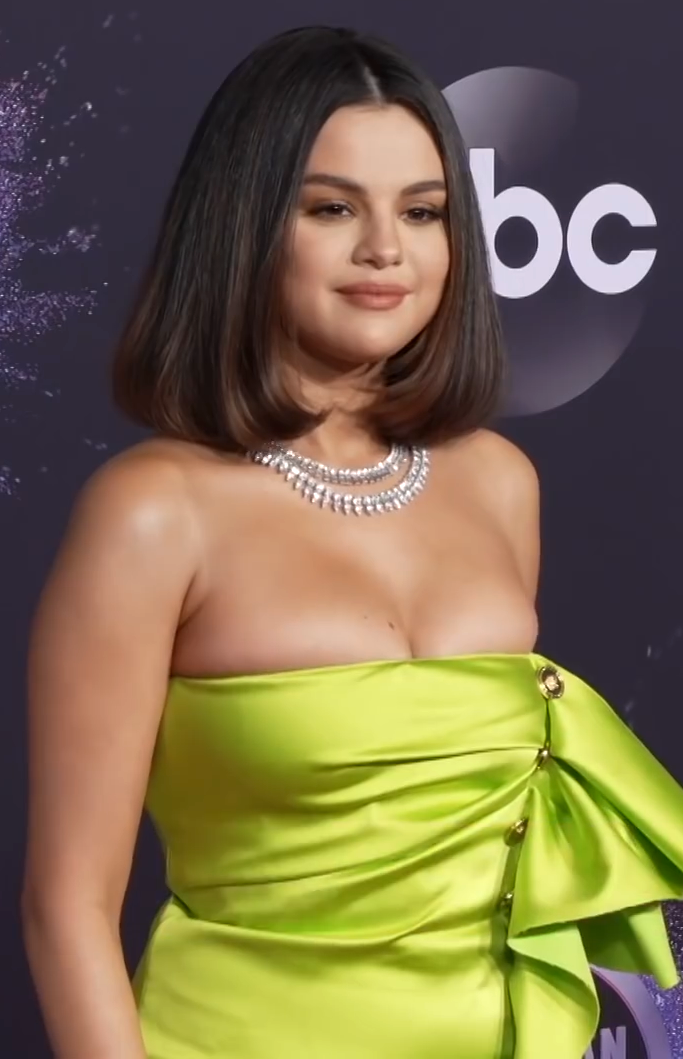
سيلينا جوميز في حفل توزيع جوائز الموسيقى الأمريكية لعام 2019.

واعدت سيلينا غوميز نيك جوناس عام 2008 بعد أن انتهت علاقته مع مايلي سايرس، إلا أن علاقتهم استمرت بضعة أشهر فقط. وفي أواخر عام 2010 ظهرت إشاعات عن علاقة سيلينا مع مغني البوب الكندي جاستن بيبر، وتم تأكيدها في بداية 2011 عندما شوهد الاثنان في موعد رومانسي في المكسيك. وفي 2012 انفصلت عن جاستن بيبر بعد ابتعاده عنها وقربه لعارضات أزياء وطلبه لأرقامهم، وفي 2013 نشرت سيلينا صورتهما وقالت أنها ستبقى تواعده شرط أن يحسن تصرفه.
في 27 سبتمبر عام 2015 نشرت مجلة «ستار» الأمريكية تقريرا ذكرت فيه أن المغنية سيلينا غوميز تواعد حاليا الممثل الوسيم زاك إيفرون وأنهما قد ذهبا معا للاحتفال في وقت سابق في أحد النوادي الليلية في مدينة أتلانتا في ولاية جورجيا، وقالت سيلينا غوميز في موقع «غوسيب غوب» الأمريكي، بأنها لم تواعد الممثل زاك إيفرون وأنها لم تذهب بصحبته للاحتفال. في يناير عام 2017 واعدت سيلينا الفنان الكندي «أبيل تسفاي» المعروف باسم ذا ويكند. ولكن بعد عشرة شهور انفصلا في نهاية أكتوبر عام 2017. وبعد انفصالها عن «أبيل تسفاي» بأسبوع واحد شوهدت لعدة مرات مع جاستن بيبر.
تم تشخيص غوميز مع مرض الذئبة في وقت ما بين عام 2012 وأوائل عام 2014. في 14 سبتمبر 2017، أعلنت عن طريق إنستغرام أنها انسحبت من المناسبات العامة خلال الأشهر القليلة الماضية لأنها أجرت عملية زراعة كلية بعد تبرع إحدى صديقاتها المقربات، الممثلة فرانشا رايسا.
نشأت سيلينا غوميز على المذهب الكاثوليكي، وعندما كانت في الثالثة عشر من عمرها، أردت خاتم العفة، لكنها توقفت عن ارتداء الخاتم في عام 2010. صرّحت غوميز في وقت لاحق في عام 2017 بأنها لا تحب مصطلح «الدين» وأنها في بعض الأحيان «تفزعني»، مضيفة «لا أعرف إذا كان من الضروري أن أؤمن بالدين، بقدر ما أؤمن بالإيمان والعلاقة مع الله». على الرغم من أنها لم تحب مصطلح الدين، إلا أنها تتردد على كنيسة هيلسينج.

## أعمالها الخيرية
أصبحت غوميز سفيرة منظمة إفعل شيء بعد مشاركتها مع مؤسسة آيلاند دوغ الخيرية، في مساعدة الكلاب في بورتوريكو. شاركت بهذا العمل الخيري أثناء تصوير فيلم ويزردز أوف ويفرلي بليس: الفيلم في بورتوريكو. شاركت غوميز أيضاً في جمعية رفع الأمل للكونغو الخيرية، وهي مبادرة من منظمة إينف بروجيكت، والتي تساعد على زيادة الوعي حول مورد الصراع والعنف ضد النساء الكونغوليات.
من عام 2009 إلى عام 2012، شاركت غوميز في المنظمة البيئية «أصدقاء ديزني للتغيير»، وظهرت في إعلانات الخدمة العامة. وأصبح كل من سيلينا غوميز وديمي لوفاتو ومايلي سايرس وجوناس برذرز أعضاء الفريق الموسيقي المخصص للمنظمة، وقاموا بتسجيل أغنية خيرية بعنوان «سيند إت أون»، وتم التبرع بجميع عائدات الاغنية إلى الجمعيات الخيرية البيئية من خلال صندوق ديزني العالمي للحفظ. تصدرت الأغنية على مخطط بيلبورد هوت 100 في المركز 20.

## فيلموغرافيا

### الأفلام
| السنة | الفيلم / المسلسل                | الدور                                  | ملاحظات            |
| ----- | ------------------------------- | -------------------------------------- | ------------------ |
| 2003  | صغار الجواسيس 3-دي: النهاية     | واتر بارك جيرل                         |                    |
| 2005  | ووكر، حارس تكساس: محاكمة بالنار | جولي                                   | فيلم تلفزيوني      |
| 2008  | قصة أخرى لسندريلا               | ماري سانتياجو                          |                    |
| 2008  | هورتن يسمع هووو!                | هيلغا                                  | صوت                |
| 2009  | آرثر والثأر من مَلتزارد          | الأميرة سيلينيا                        | صوت                |
| 2009  | برنامج حماية الأميرة            | كارتر ميسون                            | فيلم تلفزيوني      |
| 2009  | ويزردز أوف ويفرلي بليس: الفيلم  | أليكس روسو                             | فيلم تلفزيوني      |
| 2010  | آرثر 3: حرب العوالم اثنين       | الأميرة سيلينيا                        | صوت                |
| 2010  | رامونا وبيزس                    | بيزس                                   |                    |
| 2011  | مونت كارلو                      | جرايس آن بينيت / كورديليا وينثروب سكوت |                    |
| 2011  | الدمى المتحركة                  | سيلينا غوميز                           |                    |
| 2012  | فندق ترانسلفانيا                | مافيس                                  | صوت                |
| 2012  | إجازات الربيع                   | فايث                                   |                    |
| 2013  | أفتر شوك                        | فتاة كبار الشخصيات                     |                    |
| 2013  | الفرار                          | الطفلة                                 |                    |
| 2013  | البحث                           | فيوليت                                 | فيلم قصير          |
| 2014  | يتصرفون بشكل سيئ                | نينا بنينجتون                          |                    |
| 2014  | بلا دفة                         | كيت آن لوكاس                           |                    |
| 2015  | فندق ترانسلفانيا 2              | مافيس                                  | صوت                |
| 2015  | أصول الرعاية                    | دوت                                    |                    |
| 2015  | في معركة مشكوك فيها             | ليزا                                   |                    |
| 2016  | ذا بيج شورت                     | نفسها                                  |                    |
| 2016  | جيران 2: صعود نادي الفتيات      | ماديسون                                |                    |
| 2017  | جرو!                            | مافيس                                  | صوت / فيلم قصير    |
| 2018  | قصة حب                          | فتاة                                   |                    |
| 2018  | فندق ترانسيلفانيا 3             | مافيس                                  | صوت                |
| 2019  | الميت لا يموت                   | زوي                                    |                    |
| 2019  | يوم ممطر في نيويورك             | تشان تيريل                             |                    |
| 2020  | دوليتل                          | بيتسي                                  | صوت                |
| 2021  | فندق ترانسيلفانيا 4             | مافيس                                  | صوت ومنتجة تنفيذية |

### البرامج والمسلسلات التلفزيونية
| السنة     | عنوان                           | الدور                      | ملاحظات |
| --------- | ------------------------------- | -------------------------- | --- |
| 2002-2004 | بارني والأصدقاء                 | جيانا                      | الدور الرئيسي (الموسم 7-8) |
| 2006      | ذا سويت لايف أوف زاك أند كودي   | جوين                       | "كابوس منتصف الصيف" (الموسم 2، الحلقة 22) |
| 2007-2008 | هانا مونتانا                    | ميكايلا                    | - "أريدك أن تريدني... الذهاب إلى ولاية فلوريدا" (الموسم 2، الحلقة 13) - "هذا ما الأصدقاء ل؟" (الموسم 2، الحلقة 18) - "(نحن آسفون جدا) العم إيرل" (الموسم 2، الحلقة 22) |
| 2007-2012 | ويزردز أوف ويفرلي بليس          | أليكس روسو                 | الدور الرئيسي |
| 2008      | الأخوة جوناس: يعيشون الحلم      | سيلينا غوميز               | "مرحبا هوليوود" (الموسم 1، الحلقة 7) |
| 2008      | إستوديو العاصمة: لايف تقريبا    | سيلينا غوميز               | "المشهد الثاني" (الموسم 1، الحلقة 2) |
| 2009      | جناح الحياة على سطح السفينة     | أليكس روسو                 | (الموسم 1، الحلقة 21) |
| 2009      | صوني ويذ أه تشانس               | سيلينا غوميز               | "معركة الشبكات نجوم" (الموسم 1، الحلقة 13) |
| 2011      | برانكستارس                      | سيلينا غوميز               | "شيء لمضغه على" (الموسم 1، الحلقة 1) |
| 2012      | عودة ويزاردز: أليكس مقابل أليكس | أليكس روسو / أليكس الشريرة | |
| 2014      | نحن اليوم                       | مقدمة                      | طبعة 8 |
| 2016      | ساترداي نايت لايف               | سيلينا غوميز/ضيف موسيقي    | حلقة: "روندا روسي/سيلينا غوميز" |
| 2016      | داخل ايمي شومر                  | سيلينا غوميز               | حلقة "الشهرة" |

## الجولات الموسيقية

### جولات فردية
- جولة ستارز دانس (2013 - 2014)
- جولة إحياء (2016)

### جولات مع فرقةسيلينا غوميز أند ذا سين
- لايف أن كونسرت (2009 - 2010)
- جولة سنة بلا مطر (2010 - 2011)
- جولة نحن نملك الليلة (2011 - 2012)

## وصلات خارجية
- الموقع الرسمي
- سيلينا غوميز على موقع IMDb (الإنجليزية)
- سيلينا غوميز على موقع ميتاكريتيك (الإنجليزية)
- سيلينا غوميز على موقع الموسوعة البريطانية (الإنجليزية)
- سيلينا غوميز على موقع روتن توميتوز (الإنجليزية)
- سيلينا غوميز على موقع قاعدة بيانات الأفلام العربية
- سيلينا غوميز على موقع ألو سيني (الفرنسية)
- سيلينا غوميز على موقع ميوزك برينز (الإنجليزية)
- سيلينا غوميز على موقع رولينغ ستون (الإنجليزية)
- سيلينا غوميز على موقع تيرنر كلاسيك موفيز (الإنجليزية)
- سيلينا غوميز على موقع أول موفي (الإنجليزية)